# جيم رايت (لاعب كرة قاعدة)
جيم رايت (بالإنجليزية: Jim Wright) هو لاعب كرة قاعدة أمريكي، ولد في 21 ديسمبر 1950 في ريد سيتي في الولايات المتحدة.

## وصلات خارجية
- جيم رايت على موقعبيزبول رفرنس.كوم (الدوري الرئيسي) (الإنجليزية)
- جيم رايت على موقعبيزبول رفرنس.كوم (الدوري الثانوي) (الإنجليزية)